# Rastafari Centennial: Live in Paris – Elysee Montmartre
Rastafari Centennial - Live In Paris (Elysee Montmartre) – album koncertowy zespołu reggae Steel Pulse wydany w 1992 roku. 
Stanowi on zapis występu, który odbył się w paryskim teatrze Elysee Montmartre.

## Lista utworów
1. State Of Emergency - 4:55
2. Roller Skates - 3:56
3. Ku Klux Klan - 5:37
4. Blues Dance Raid - 6:10
5. Taxi Driver - 4:18
6. Soldiers - 4:32
7. Stepping Out - 5:58
8. Chant A Psalm - 4:57
9. Gang Warfare - 4:42
10. Stay Wid De Ridim - 3:54
11. Makka Medley/Makka Splaff/Drug Squad/Handsworth Revolution - 5:29
12. Ravers (Includes Dungeons) - 5:17
13. Rally Round - 10:31
14. Reprise - 0:22